# Fosfoferrite
La fosfoferrite è un minerale.